# Königsplatz (Kassel)
Der Königsplatz ist ein runder Platz im Zentrum von Kassel. Er trennt die Obere von der Unteren Königsstraße und wird von der Straßenbahn zentral durchquert, die entlang dieser Straßen verkehrt. Insgesamt münden sechs Straßen auf den Königsplatz. Heute ist er Teil der Fußgängerzone in der Innenstadt.

## Geschichte

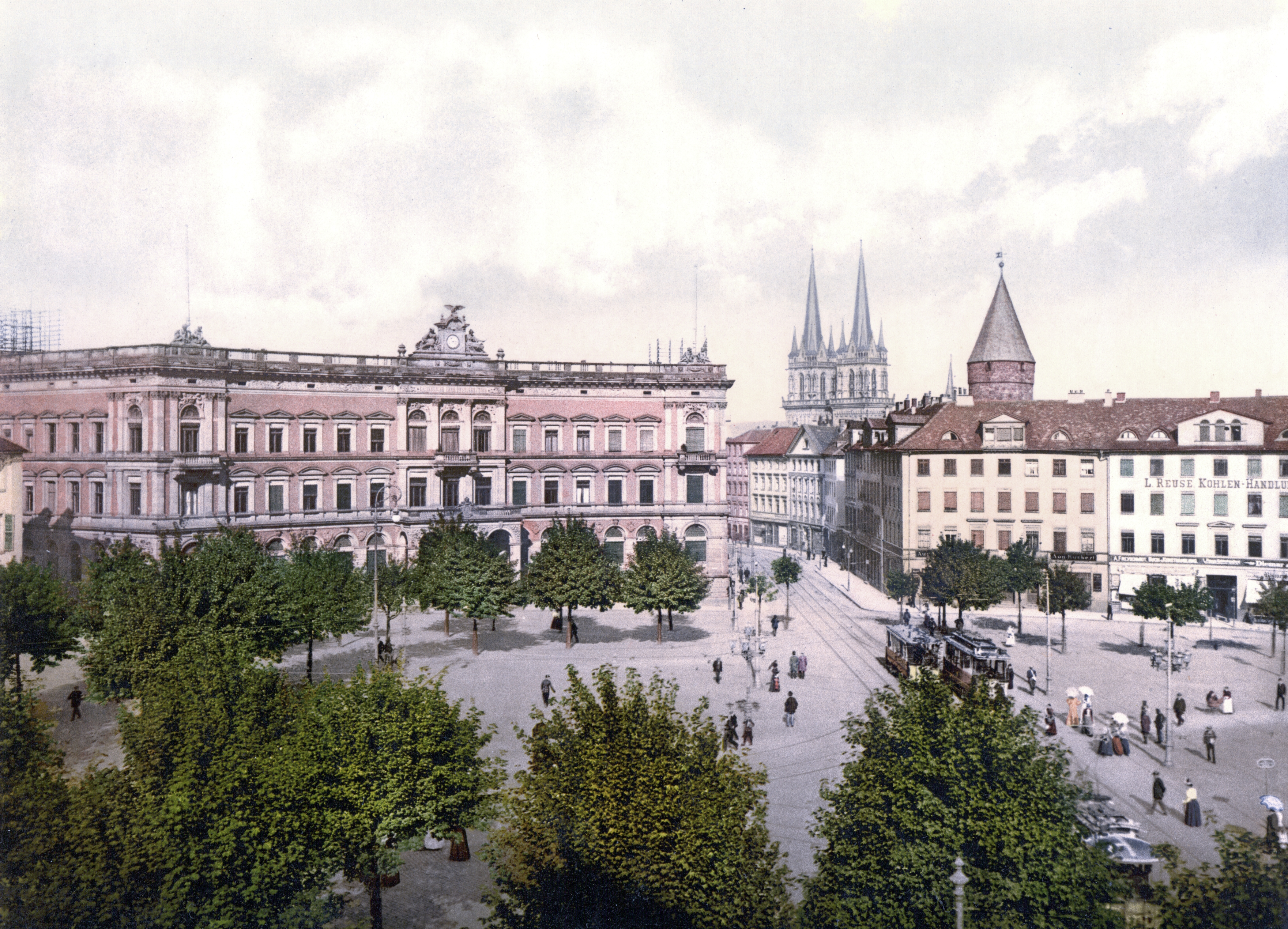
Der Königsplatz um 1900 auf einer alten Postkarte; links die Alte Hauptpost und im Hintergrund die Martinskirche

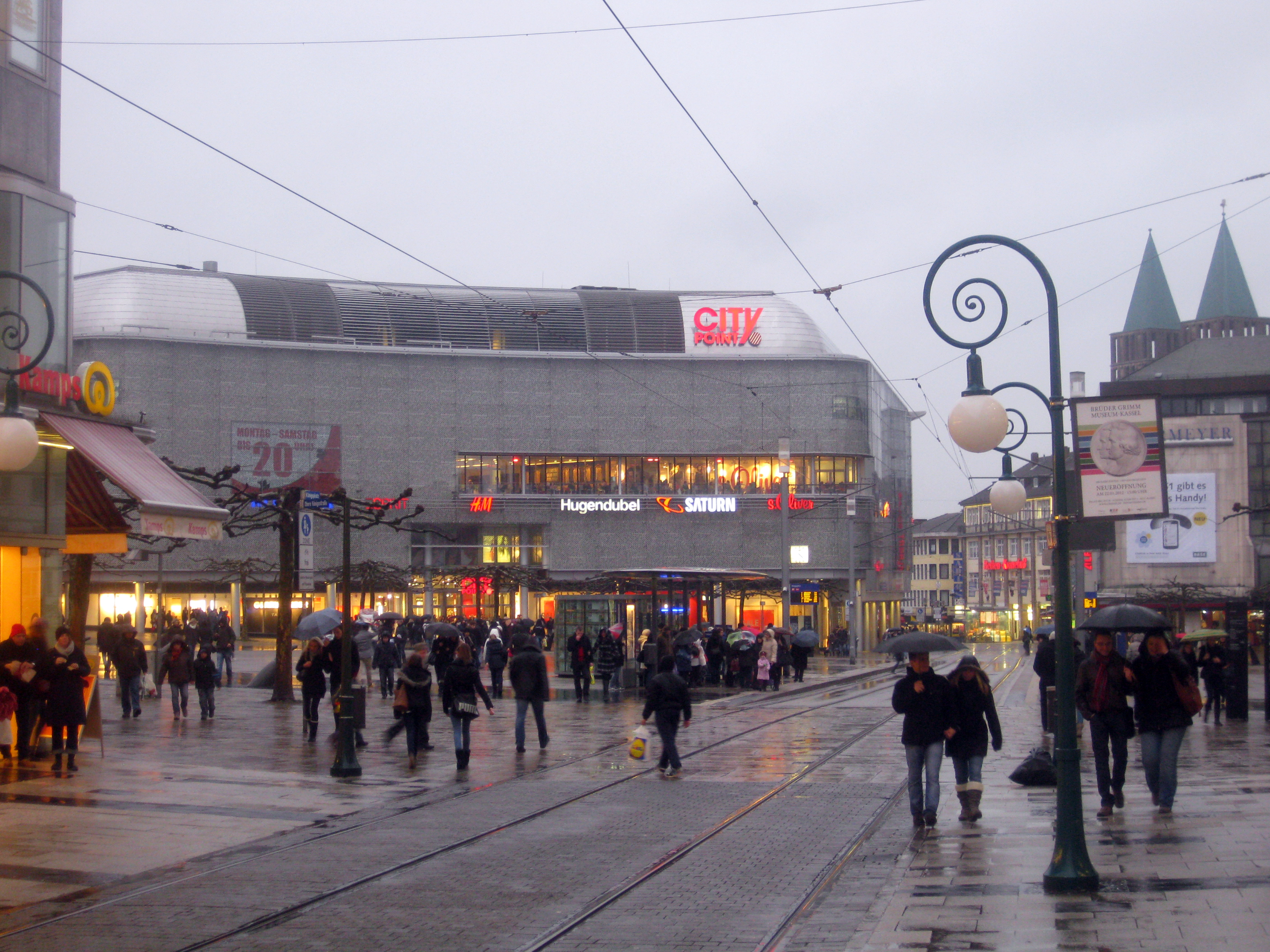
Der Königsplatz (2012)

Der Platz wurde 1767 im Rahmen der Neugestaltung der Stadt nach Plänen Simon Louis du Rys angelegt. Er erhielt seinen Namen nach dem Landgrafen Friedrich I. (1676–1751), der gleichzeitig König von Schweden gewesen war. An diesem Platz lagen wichtige öffentliche Gebäude wie das der Landesregierung und der Oberpostdirektion Kassel.

### Platzgestaltung

#### Standbild Napoleons
In der Zeit des Königreichs Westphalen wurde ein Standbild Napoléon Bonapartes auf dem nun Napoléonsplatz genannten Platz aufgestellt. 1810 ordnete König Jérôme per Dekret an, eine Statue seines Bruders errichten zu lassen. Sie sollte ursprünglich in Bronze entstehen, die aus heimischen Bergwerken und Guss stammte. Auf Jacques-Louis Davids Empfehlung hin sollte der Kasseler Bildhauer Johann Werner Henschel die Arbeit ausführen. Die ursprünglichen Planungen wurden fallengelassen. Am 12. November 1812 wurde eine Napoleonstatue aus Carraramarmor von Antoine-Denis Chaudet enthüllt. Der französische Kaiser war idealisiert als römischer Imperator dargestellt, lorbeerbekränzt und in eine Toga gehüllt. In der rechten Hand hielt er eine Rolle, die Verfassung symbolisierend. Nach dem Abzug der Franzosen wurde das Standbild 1813 Opfer von Kulturvandalismus. Die verstümmelten Reste sind heute im Museum Schloss Friedrichstein in Bad Wildungen zu sehen.

#### documenta-Treppe
Im Rahmen der documenta 9 errichtete der Hamburger Landschaftsarchitekt Gustav Lange auf Betreiben von Jan Hoet, künstlerischer Leiter der documenta, 1992 in der Mitte des Königsplatzes eine hölzerne Treppe mit Plattform. Das Kunstwerk blieb nach Ende der documenta mit dem Ziel städtebaulicher Umgestaltung des Platzes am Ort und löste in den folgenden Jahren eine Kontroverse in Kassel aus.
Viele Bürger forderten den Abriss des Kunstwerks, das sie als Verschandelung des Platzes ansahen. Der Architekt wehrte sich gegen diese Forderung. Im August 2000 ließ Oberbürgermeister Georg Lewandowski die Brücke in einer Nacht-und-Nebel-Aktion abreißen. Das folgende Strafverfahren gegen Lewandowski wegen Untreue wurde vom Landgericht nach Zahlung einer Geldauflage in Höhe von 15.000 Euro eingestellt. Hintergrund der Anklage war, dass er „städtisches Vermögen in Gefahr gebracht“ habe, da die Stadt Kassel mit dem Abriss ein Ordnungsgeld von über 200.000 Euro riskiert hatte, das aufgrund eines Vergleichs mit Lange jedoch nicht gezahlt werden musste.

#### Brunnen
Nach dem Wiederaufbau wurde der Königsplatz mehrmals umgestaltet. Seit 2005 umstehen 36 Wasserspeier aus Bronze den Platz. Der Entwurf stammt von dem deutsch-algerischen Landschaftsarchitekten Kamel Louafi aus Berlin, der damit 2003 den Wettbewerb „Wassergestaltung Königsplatz Kassel“ gewann.

#### Der Obelisk

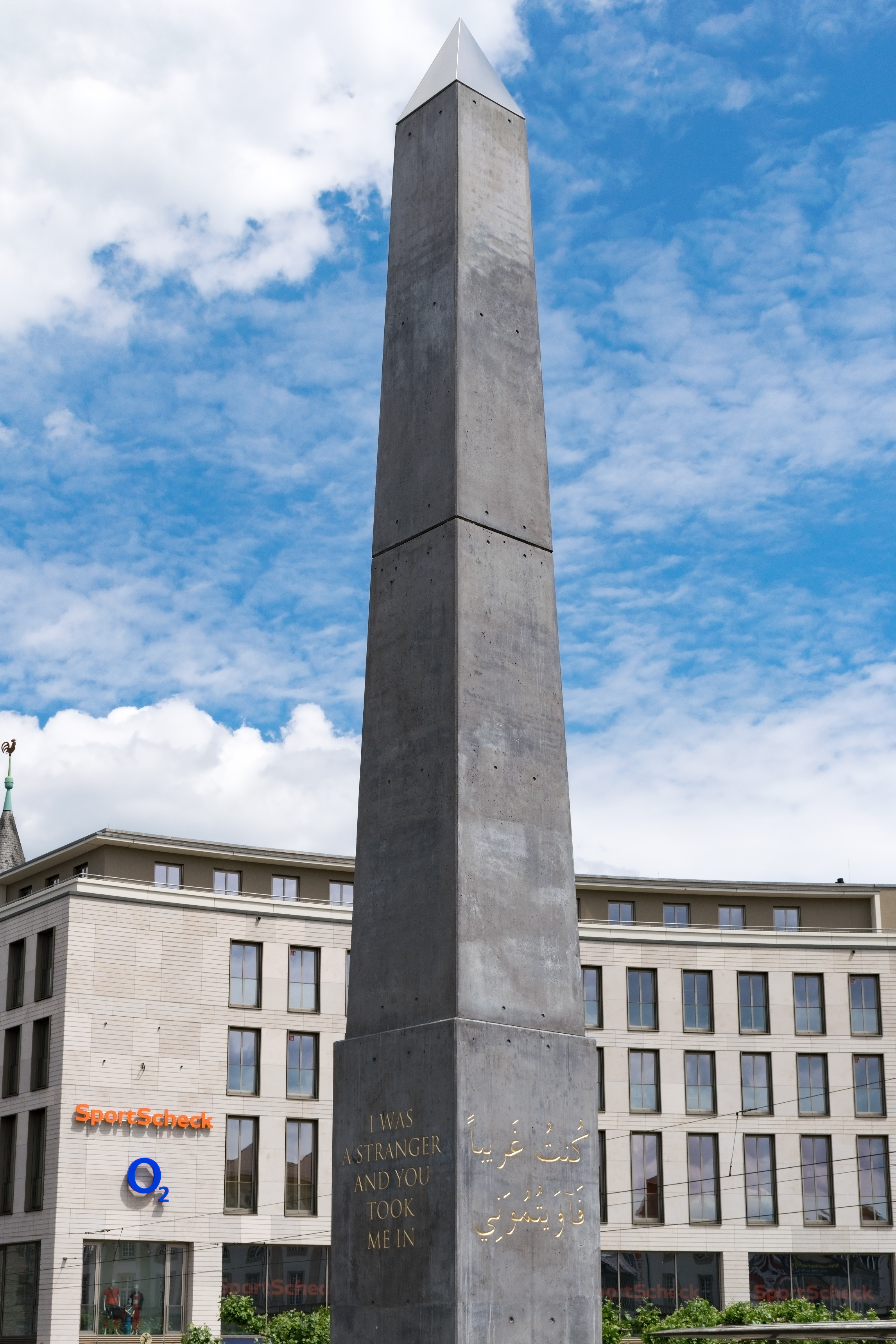
Der Obelisk. Kunstwerk der documenta 14 von Olu Oguibe

Das für die documenta 14 konzipierte Mahnmal Der Obelisk stand auch nach Ende der Kunstausstellung 2017 noch eine Zeitlang auf dem Königsplatz, für den es geschaffen worden war. Auf dem Mahnmal prangt die mehrsprachige Aufschrift „Ich war ein Fremdling und ihr habt mich beherbergt“ (Mt 25,35c ). Es soll an die humanitäre Pflicht zur Aufnahme von Flüchtlingen erinnern. Nach Kontroversen wurde das Mahnmal am 3. Oktober 2018 überraschend von der Stadt entfernt und eingelagert. Kurz darauf einigte sich die Stadt mit dem Künstler über den zukünftigen Standort Treppenstraße (Nähe Florentiner Platz), wo die Stele am 18. April 2019 wieder aufgestellt wurde.

## Randbebauung
Die Bebauung des Platzes ist sehr heterogen, das älteste Gebäude ist die ehemalige Zentrale des Hessischen Bankvereins (Nr. 34) an der Ecke Obere Königsstraße von 1911. Die Bank wurde 1922 von der Commerzbank übernommen. Das Gebäude ersetzte das Palais Hessen-Rotenburg, das von 1867 bis 1882 der preußischen Verwaltung als Dienstgebäude diente – und das Erdgeschoss des Geschäftshaus Nr. 57, ein Neubau von 1909. Die 1831 errichtete Alte Hauptpost am Standort des heutigen Einkaufszentrums City-Point zwischen Poststraße und Unterer Königsstraße wurde 1943, wie weitere angrenzenden Gebäude, durch britische Fliegerbomben schwer beschädigt und danach abgerissen.
In einem von Paul Bode entworfenen Gebäude (Ecke Obere Königsstraße) befand sich von 1952 bis 2000 das Kaskade-Kino. Der Saal, bekannt für beleuchtete und mit Musik unterlegte Wasserspiele, wurde im Herbst 2012 weitgehend entfernt und zur Einzelhandelsverkaufsfläche umgebaut.
Die nordwestliche Seite des Platzes wurde von 1963 bis 1999 von einem großen Neckermann-, später Karstadt-Kaufhaus geprägt. Die Gebäude wurden nach Auslaufen des Mietvertrages durch den kompletten Neubau des Einkaufszentrums City-Point ersetzt, der im Jahr 2002 fertiggestellt wurde.
Bis 2006 befand sich das Modehaus Overmeyer am Königsplatz 38–40. Es wurde 2006 geschlossen und ab 2012 abgerissen. Die Braunschweiger Kanada Bau investierte 15 Millionen Euro für einen Neubau auf dem Grundstück. Das Geschäftshaus wurde am 10. April 2014 eröffnet und beherbergt neben dem Sportgeschäft Sportscheck einen Handyladen und Büroräume.
Etwa gegenüberliegend am Platz ließ die Hamburger Textilhandelskette Peek&Cloppenburg das auf das Jahr 1923 zurückgehende Henschelhaus abreißen und an seiner Stelle für 29 Millionen Euro ein neues Geschäftsgebäude errichten. Im Vorfeld hatte es Proteste gegeben, da das Henschelhaus eines der wenigen Gebäude in der Kasseler Innenstadt war, das vom Bombenkrieg verschont geblieben war. Als Kompromiss wurde die alte Fassade originalgetreu rekonstruiert. Allerdings kündigte die Firma bereits Mitte 2021 vorzeitig den Mietvertrag für das erst 2012 eröffnete Bekleidungshaus. Im April 2022 eröffnete hier das Modehaus Magasin du Nord.

Gebäude entlang des Königsplatzes
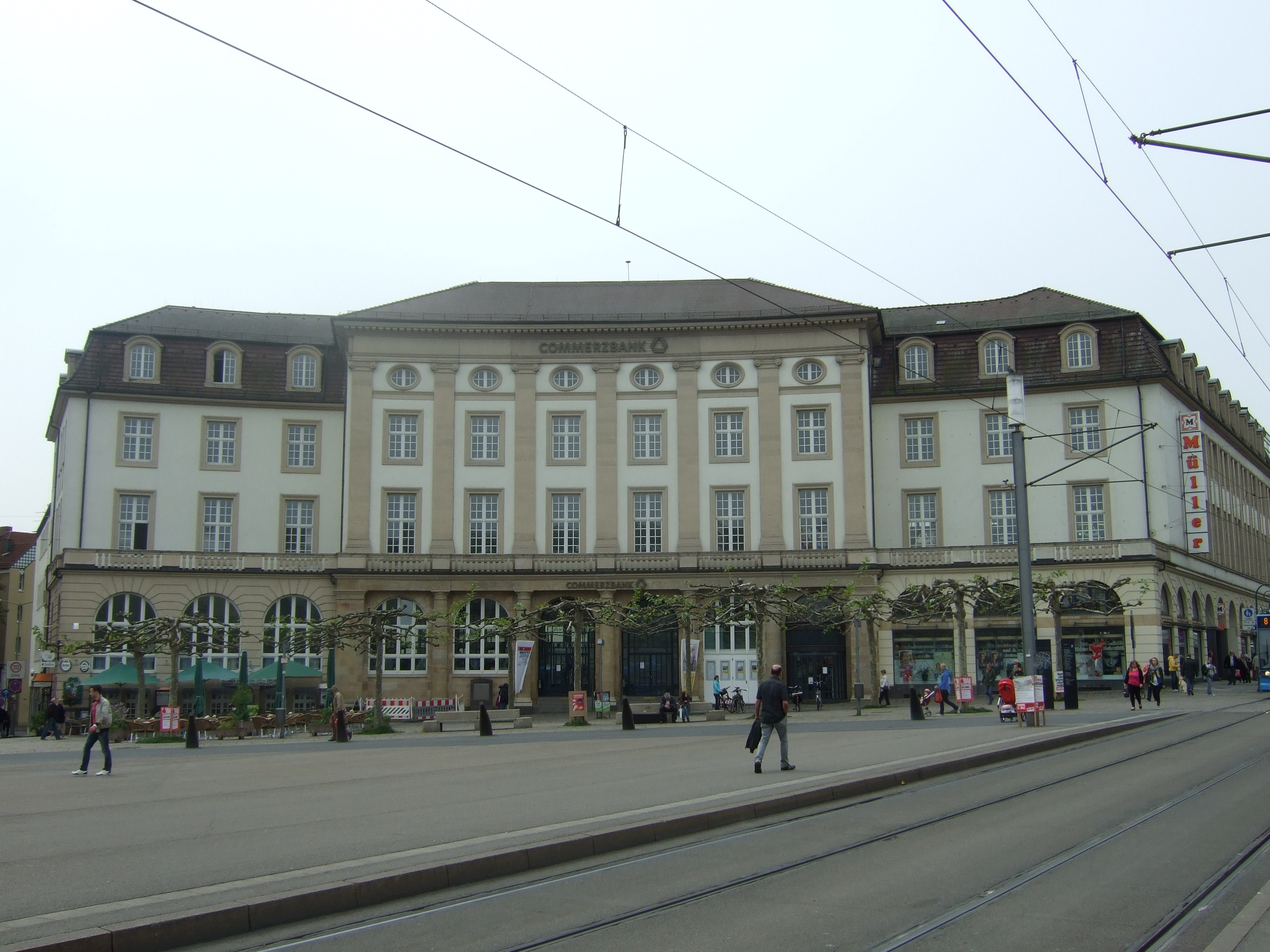
Commerzbank (Nr. 34)
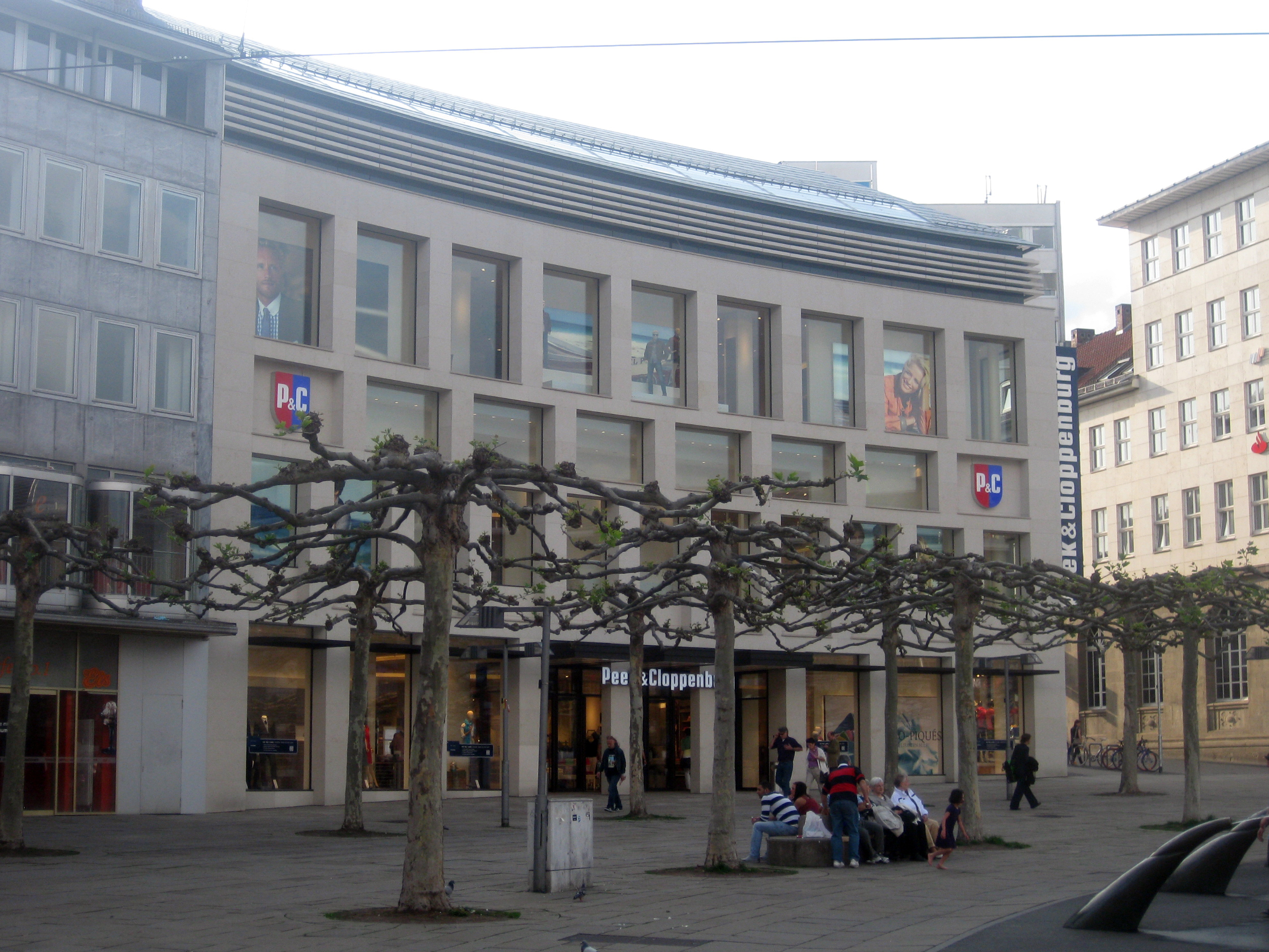
Ehemaliges Henschelhaus (Nr. 55)
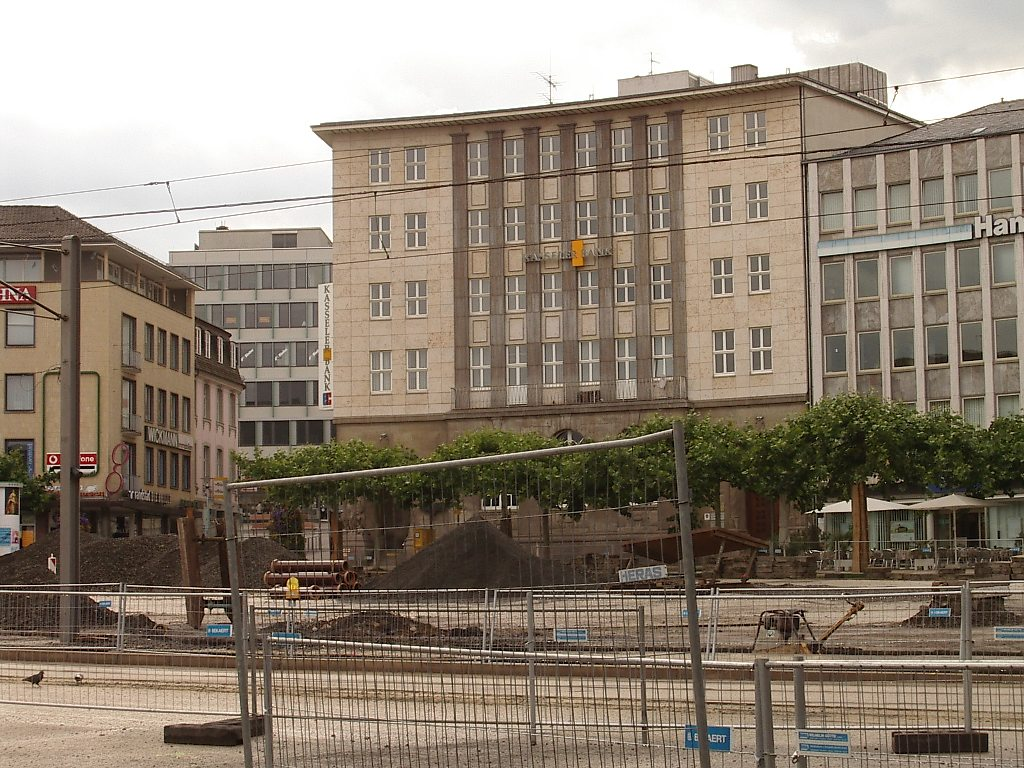
Geschäftshaus (Nr. 57)
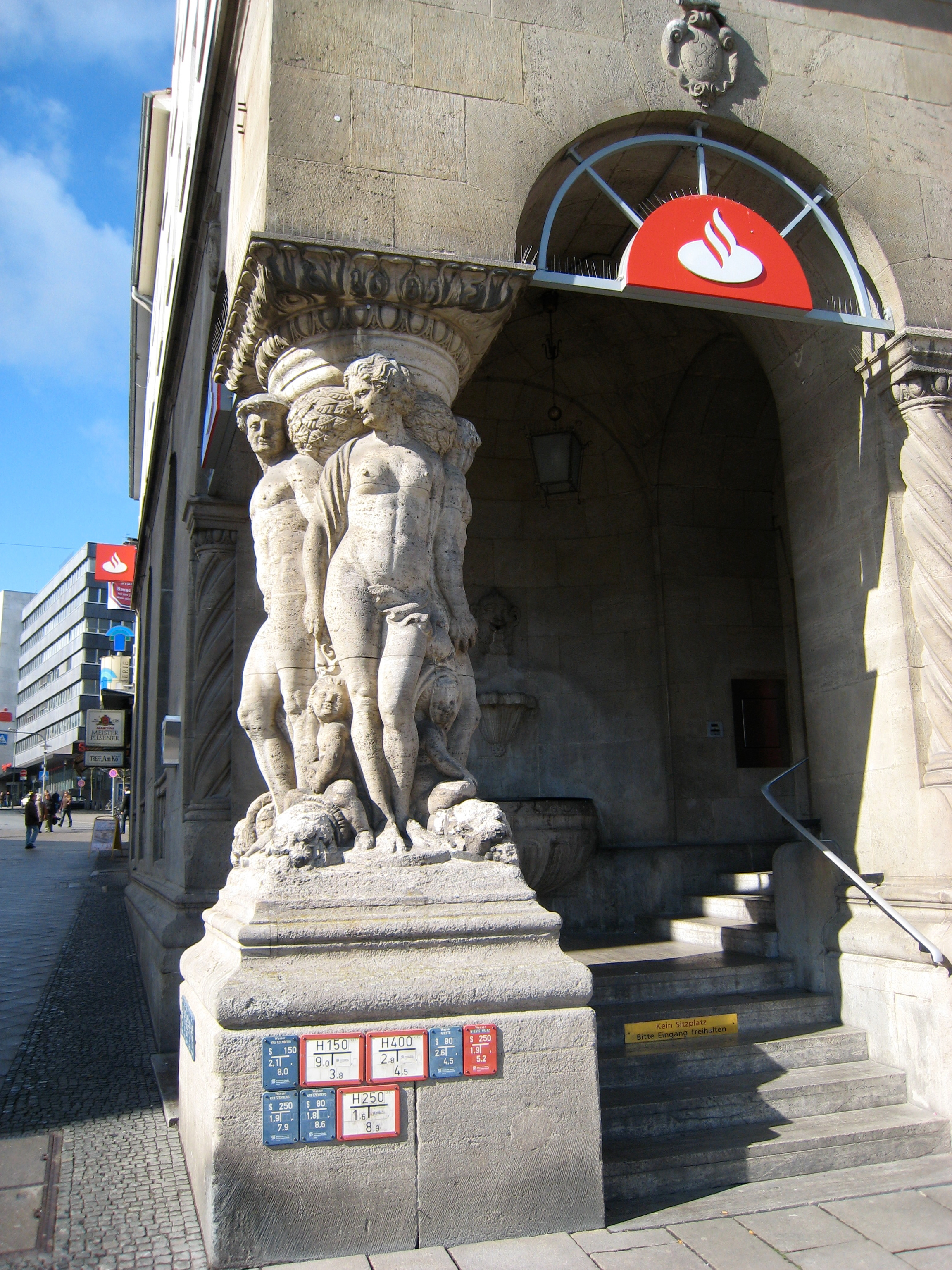
Detail des 1909 erbauten Geschäftshauses (Nr. 57)
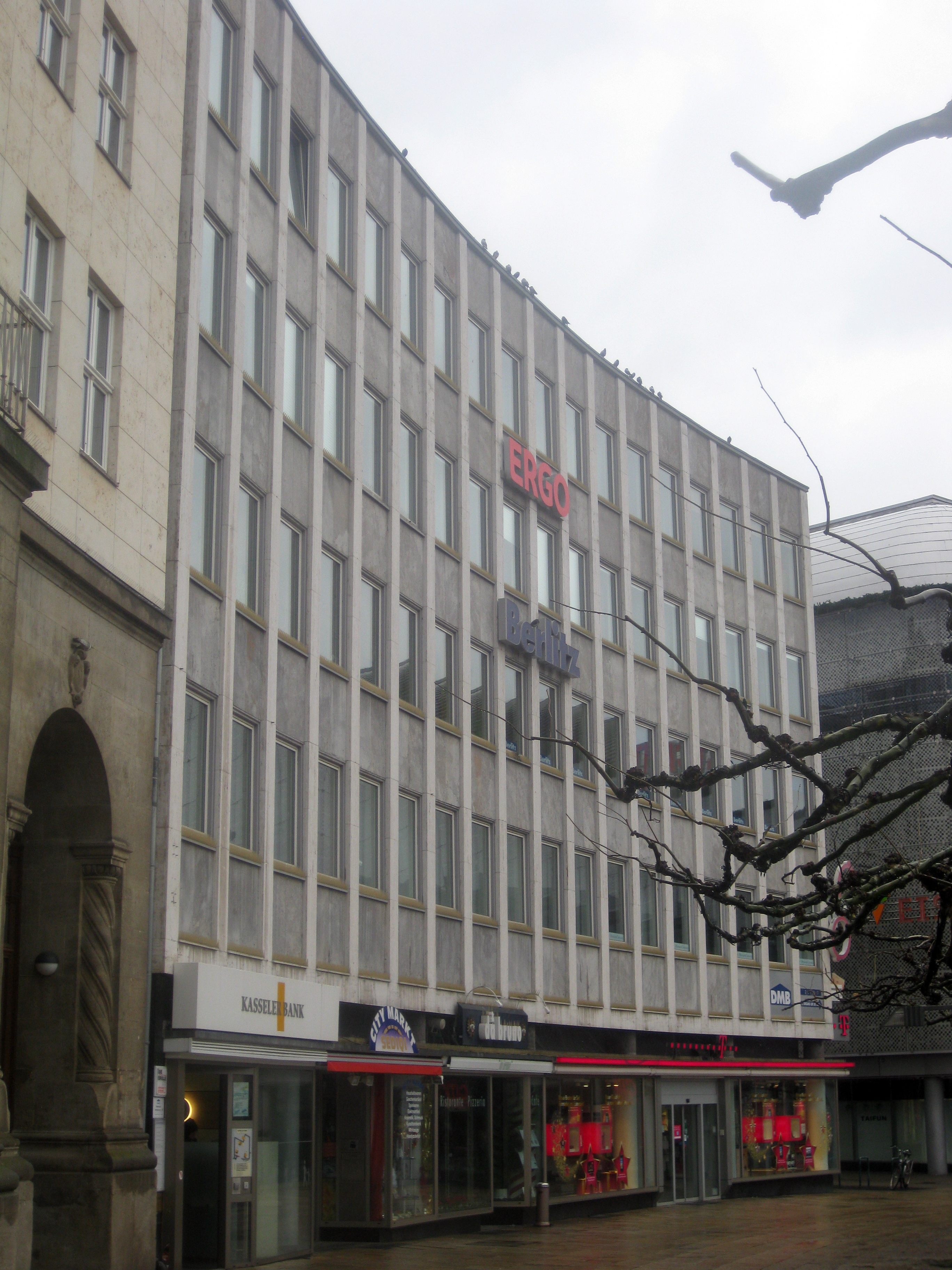
Geschäftshaus (Nr. 59)
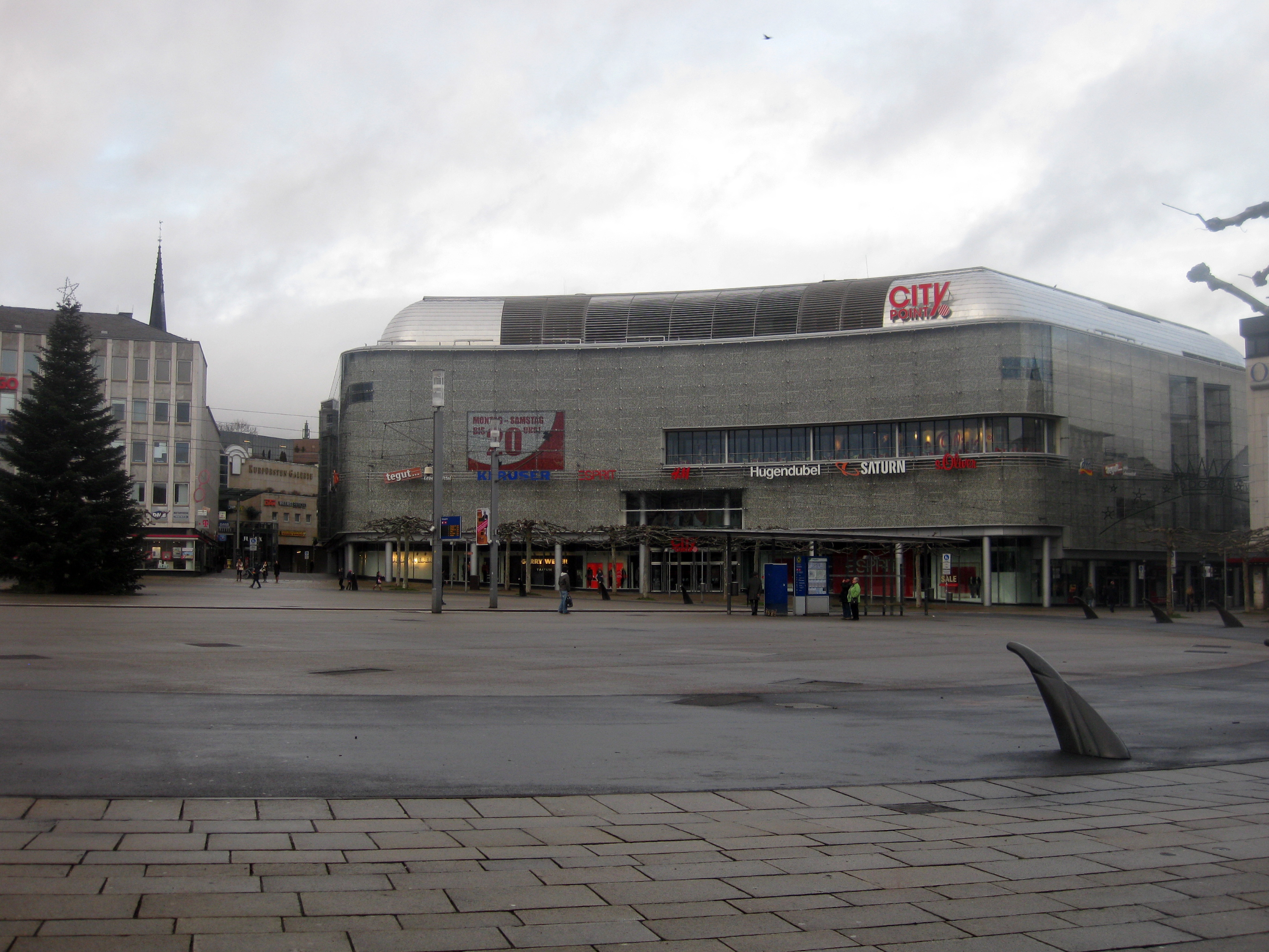
City-Point (Nr. 61)
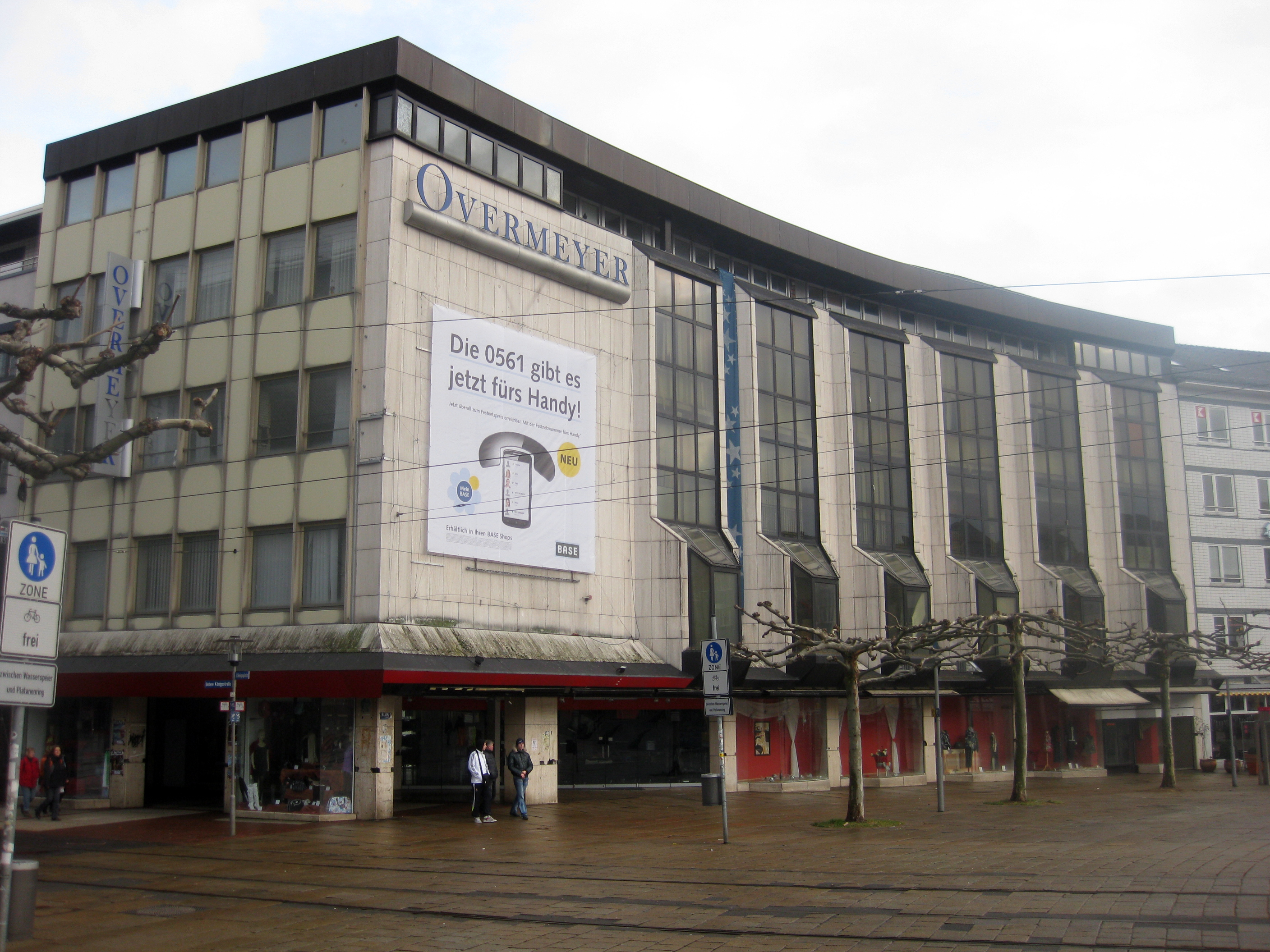
Haus Overmeyer (Nr. 38–40; Abriss 2012)
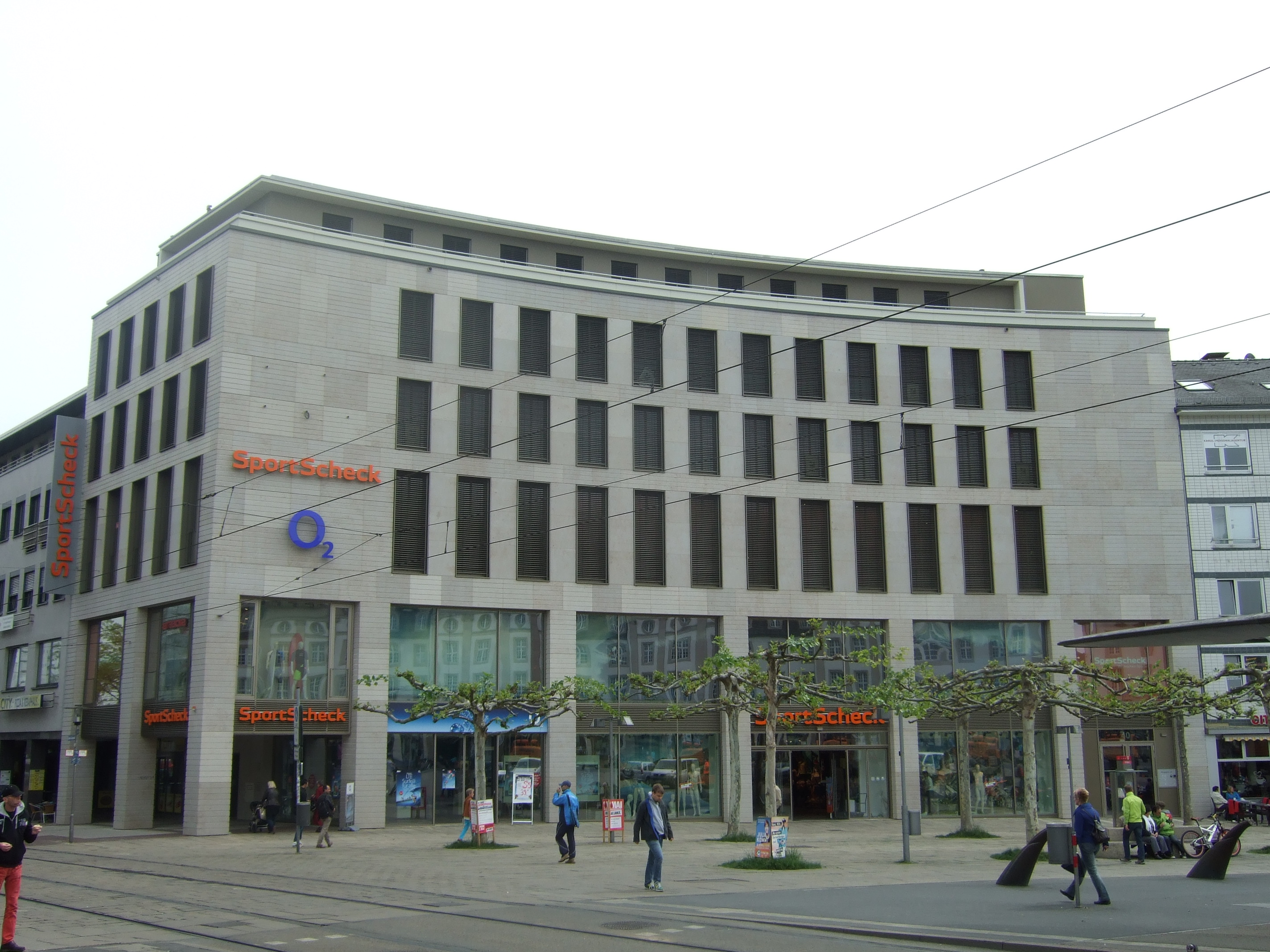
Neubau Nr. 38–40 (2014)
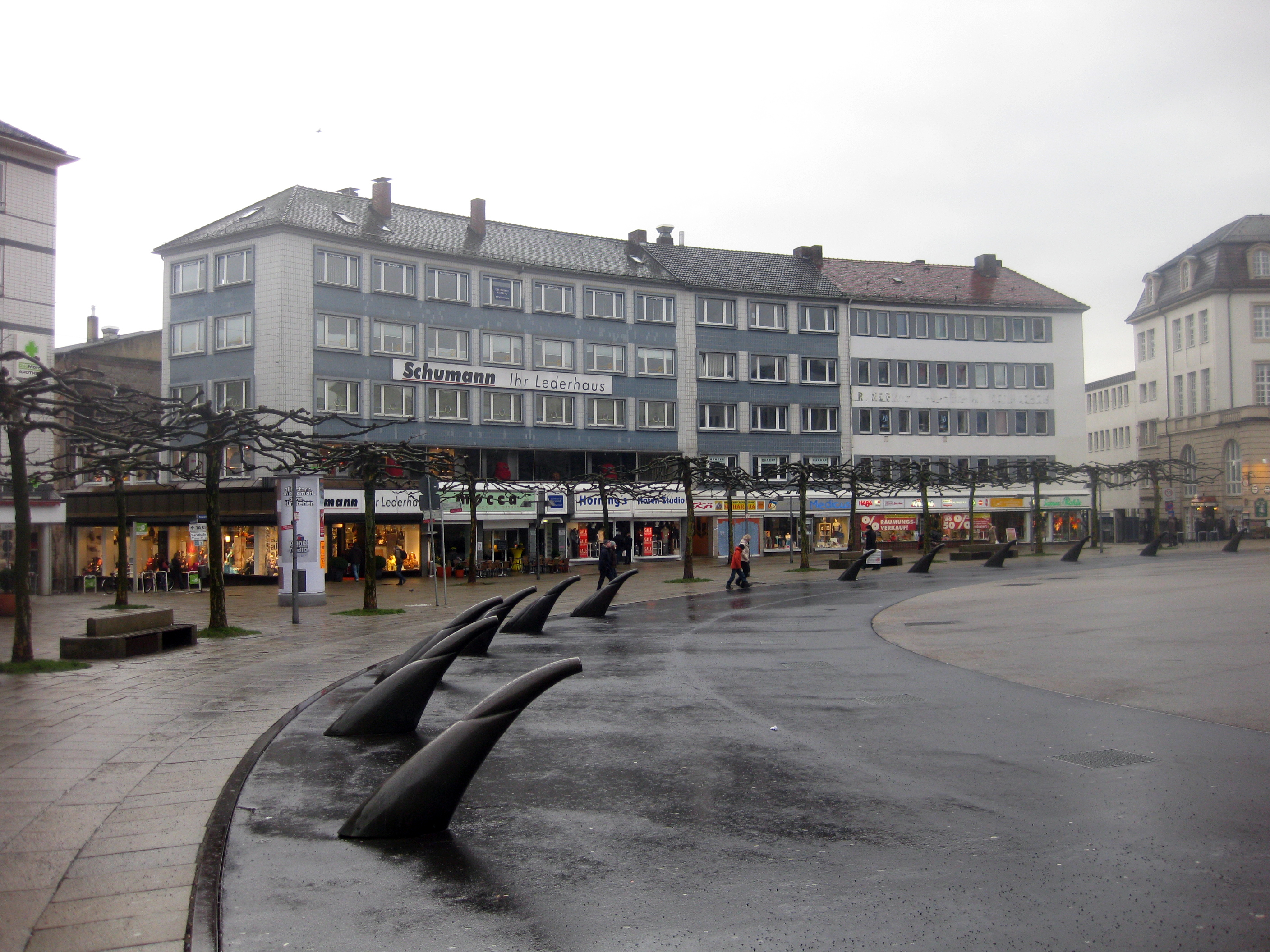
Südostbebauung (Nr. 36, 36A, 36B)
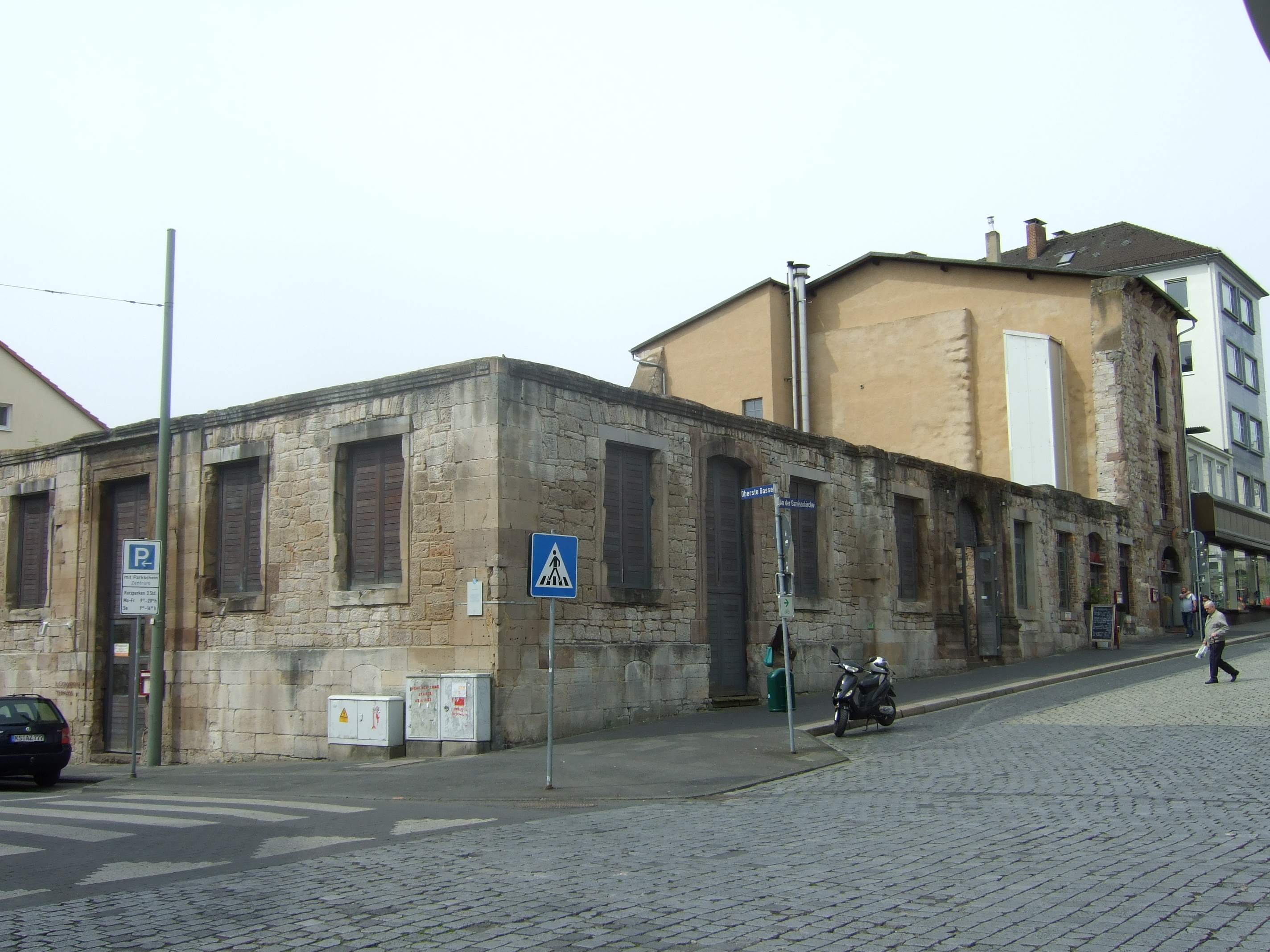
Etwas ostsüdöstlich vom Platz: die Ruine der Garnisonkirche